# Hufiec ZHP Tarnów
Hufiec ZHP Tarnów im. gen. Józefa Bema – terytorialna wspólnota gromad, drużyn, kręgów i innych jednostek harcerskich Związku Harcerstwa Polskiego działających na terenie miasta Tarnowa, powiatu tarnowskiego i  powiatu dąbrowskiego w ramach Chorągwi Krakowskiej ZHP.
Początki harcerstwa na terenie Tarnowa sięgają roku 1911, kiedy to powstały pierwsze drużyny skautowe. W dniu 5 listopada 1911 roku Andrzej Małkowski powołał formalnie do życia trzy drużyny skautowe, wśród nich 1 Tarnowską Drużynę Skautową im. Zawiszy Czarnego, działającą nadal jako 1 Tarnowska Wędrownicza Drużyna Harcerska im. Zawiszy Czarnego.
Bohaterem hufca jest urodzony w Tarnowie generał Józef Bem, bohater Polski, Węgier i Turcji.

## Władze Hufca ZHP Tarnów
Zjazd Zwykły Hufca ZHP Tarnów w dniu 4 listopada 2023 r. wybrał władze hufca na lata 2024–2028.

## Komenda Hufca[2]
- phm. Anna Słowik – Komendantka hufca.
- phm. Kacper Moździerz – Zastępca komendantki hufca - Skarbnik.
- pwd. Gabriela Kamionka – Zastępczyni komendantki hufca ds. programu i pracy z kadrą
- pwd. Natalia Marzec – Członek komendy hufca ds. majątku.
- pwd. Nikola Świątek – Członkini komendy hufca ds. promocji i wizerunku.

## Komisja Rewizyjna Hufca
- hm. Maksym Pękosz – przewodniczący
- hm. Jerzy Gacoń – zastępca przewodniczącego
- phm. Grzegorz Drwal – sekretarz.